# Breathe (låt av Vladana)
Breathe är en låt av den montenegrinska sångerskan Vladana Vučinić. Låten var Montenegros bidrag till Eurovision Song Contest 2022 i Turin efter att den blivit utvald av Montenegros sändningsföretag Radio Televizija Crne Gore (RTCG). Den skulle från början släppas i februari 2022, men släppet flyttades senare till 4 mars 2022. Låten är skriven av Vladana Vučinić tillsammans med Darko Dimitrov som också stod för produktionen. Enligt Vladana är låten baserad på en svår sorg Vladana drabbades av 2021, när hennes mamma dog av covid-19.

## Eurovision Song Contest
Den 12 oktober 2021 meddelade RTCG att Montenegro kommer återvända till Eurovision Song Contest 2022 efter att ha stått över tävlingarna 2020 och 2021. RTCG öppnade den 28 oktober 2021 en ansökningsperiod där artister och låtskrivare kunde skicka in sina bidrag fram till den 10 december 2021. RTCG meddelade den 4 januari 2022 att Vladana Vučinić hade blivit utvald att representera landet i Turin och hennes låt "Breathe" släpptes den 4 mars.
Låten framfördes i den andra semifinalen där den slutade på en sjuttonde plats med 33 poäng och gick därmed inte vidare till finalen.